# Graham Dowd
Graham William Dowd (Takapuna, 17 dicembre 1963) è un ex rugbista a 15 neozelandese, pilone del North Harbour per dieci stagioni.

## Biografia
Cresciuto nelle giovanili di Auckland alla scuola di Sean Fitzpatrick, per poi passare alla viciniore North Harbour nel 1985 e lì iniziare la carriera in prima squadra nel Campionato nazionale provinciale.
Messosi in evidenza nella sua nuova squadra, contese a Warren Gatland il posto di vice-Fitzpatrick in Nazionale; fu infine chiamato alla Coppa del Mondo di rugby 1991 in luogo del primo, solo per disputare, tuttavia, tutto il torneo in panchina, non venendo mai utilizzato.
Disputò il suo primo e unico test match con gli All Blacks nel 1992 contro l'Irlanda a Dunedin, e nel 1994, dopo 107 incontri con North Harbour, si ritirò dalle competizioni.